# Шимлеу-Силванией
Шимле́у-Силва́нией (рум. Șimleu Silvaniei; венг. Szilágysomlyó, Силадьшомьё, также Somlyó, Шомьё; нем. Schomlenmarkt) — город в Румынии, в жудеце Сэлаж (Трансильвания).

## История
Впервые упоминается в 1258 году под названием Ваташомлёва (Wathasomlyowa), что переводится как гора Вата. Слово «вата» предположительно тюркского происхождения, а «somlyowa» — старое венгерское слово со значением «гора, гористая местность».
Город принадлежал дворянской фамилии Батори, чей фамильный замок находился здесь. Замок был построен Миклошем Батори, трансильванским воеводой в начале XIII века и впервые упоминается под 1319 годом. После того как Батори в 1592 году построили себе особняк в городе, замок пришёл в запустение и ныне лежит в руинах.

## Демография

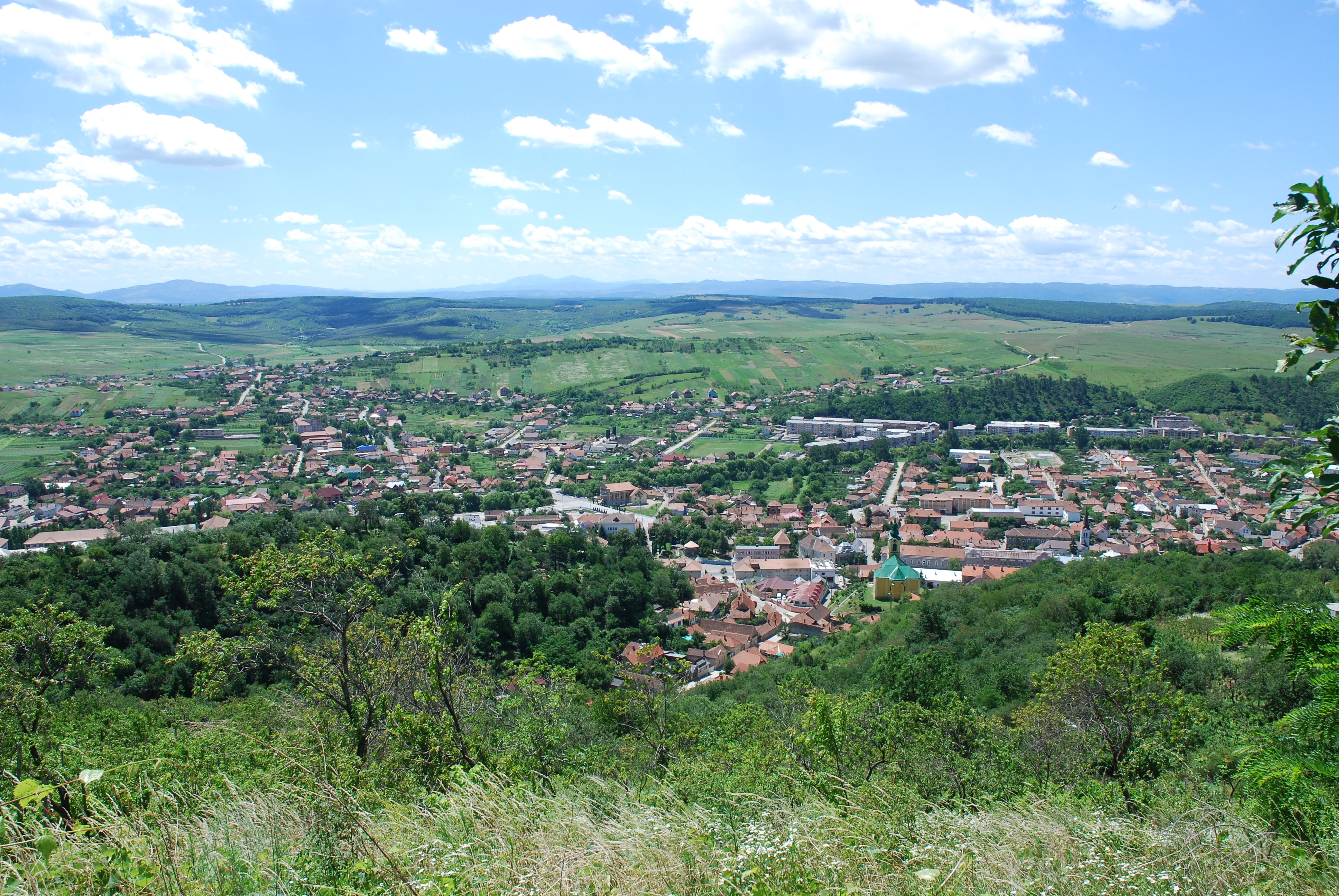
Вид на город

Население — 16 066 человек (перепись 2002). Из них 65,7 % — румыны, 25 % — венгры, 8,9 % — цыгане и 0,4 % — прочие.
Изменение численности населения:
| Шимлеу-Силванией. Численность населения в 1850 — 1930 годах |      |      |      |      |      |
| 1850                                                        | 1880 | 1900 | 1910 | 1920 | 1930 |
| 4027                                                        | 4890 | 6553 | 7886 | 7954 | 8682 |

| Шимлеу-Силванией. Численность населения в 1941 — 2007 годах |        |        |        |        |        |        |
| 1941                                                        | 1956   | 1966   | 1977   | 1992   | 2002   | 2007   |
| 10 353                                                      | 10 009 | 12 324 | 14 575 | 17 642 | 16 066 | 16 248 |

## Города-побратимы
- Альбертирша, Венгрия (2004);
- Ньирбатор, Венгрия;
- Сарваш, Венгрия;

## Топографические карты
- Лист карты L-34-XI. Масштаб: 1 : 200 000. Издание 1977 г.